# آر. ساراثكومار
آر. ساراثكومار هو صحفي وسياسي وممثل هندي، ولد في 14 يوليو 1954 بنيودلهي في الهند. من الجوائز التي نالها جائزة فيلم فير جنوب.

## جوائز
- جائزة فيلم فير جنوب

## وصلات خارجية
- آر. ساراثكومار على موقع IMDb (الإنجليزية)
- آر. ساراثكومار على موقع ألو سيني (الفرنسية)
- آر. ساراثكومار على موقع قاعدة بيانات الفيلم (الإنجليزية)
- آر. ساراثكومار على موقع كينوبويسك (الروسية)